# Nitocra hamata
Nitocra hamata är en kräftdjursart som beskrevs av Nicolaus Gustavus Bodin 1970. Nitocra hamata ingår i släktet Nitocra och familjen Ameiridae. Inga underarter finns listade i Catalogue of Life.